# Krzysztof Popławski
Krzysztof Popławski OP (ur. 5 października 1964 w Ostródzie) – polski dominikanin, teolog, filozof, misjonarz w Chinach, były Prowincjał Dominikanów w Polsce.

## Życiorys
Po maturze przez rok studiował geografię na Uniwersytecie Mikołaja Kopernika w Toruniu. Początkowo wstąpił do zgromadzenia salezjanów, jednak po kilku latach przeniósł się do zakonu dominikanów. Po ukończeniu studiów filozoficzno-teologicznych w 1993 przyjął 22 maja 1993 święcenia kapłańskie. Ukończył studia licencjackie na Papieskiej Akademii Teologicznej w Krakowie z zakresu teologii duchowości, pisząc pracę na temat św. Teresy z Lisieux.
Był duszpasterzem młodzieży w Krakowie, a następnie prowincjalnym promotorem powołań i duszpasterzem kandydatów do nowicjatu. Przez trzy lata pełnił urząd przeora klasztoru i proboszcza dominikańskiej parafii w Gdańsku, po czym wyjechał na misję na Daleki Wschód. Pracował na Tajwanie i w Chinach. W 2005 wrócił do Poznania, gdzie podjął studia doktoranckie z teologii. W 2006 roku dominikanie po raz pierwszy wybrali go na urząd prowincjała.
30 stycznia 2010 r. został ponownie wybrany na prowincjała, rozpoczynając tym samym swoją drugą kadencję. Wyboru dokonali przedstawiciele wszystkich polskich klasztorów dominikańskich zgromadzeni na kapitule, która odbyła się w Krakowie.
Pod koniec stycznia 2014 r. zakończył swoją kadencję. 1 lutego 2014 r. nowym prowincjałem został wybrany o. Paweł Kozacki OP.

## Publikacje
- Nie taki proboszcz straszny. Praktyczny przewodnik prawa kościelnego. Z Krzysztofem Popławskim OP i Tomaszem Wytrwałem OP rozmawia Anna Gruszecka („W drodze”, Poznań 2003)
- Krzysztof Popławski, Rok taty („W drodze”, Poznań 2009)
- Męskie myślenie. O Kościele, kapłaństwie, kryzysie i kobietach, z o. Bernardem Sawickim OSB i o. Krzysztofem Popławskim OP rozmawiają Aleksandra Kuźma i Cecylia Mir OPs.